# Trijntje Keever

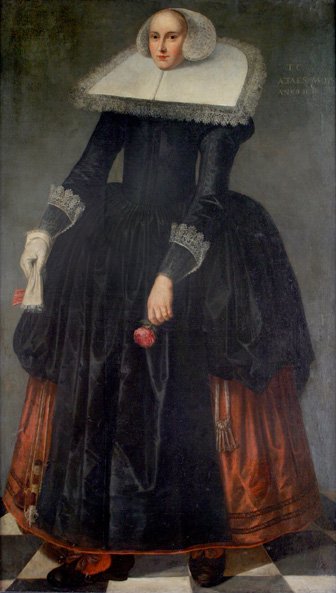
Trijntje Keever, Ölgemälde (1633)

Trijntje Keever (* 16. April 1616 in Edam; † 2. Juli 1633 in Veere) gilt als die größte jemals vermessene Frau der Welt. Die Niederländerin, die den Spitznamen De Groote Meid (deutsch Das große Mädchen) trug, maß nach zeitgenössischen Berichten im Jahr ihres Todes neun Amsterdamer Fuß, umgerechnet 2,55 Meter.

## Leben
Trijntje Keever wurde 1616 als Tochter des Schiffsführers Cornelis Keever und der Dienstmagd Anna Pouwels in Edam geboren. Aufgrund einer Akromegalie war sie mit neun Jahren bereits zwei Meter groß. Ihre Eltern präsentierten Trijntje regelmäßig auf Jahrmärkten der Öffentlichkeit, um sich auf diese Weise etwas Geld dazuzuverdienen.
Für den 30. Juni 1625 ist überliefert, dass Friedrich V., der ehemalige König von Böhmen, seine Frau Elisabeth Stuart und die Gräfin Amalie zu Solms-Braunfels in Edam weilten. Während ihres Aufenthalts führte ihnen der Edamer Bürgermeister Trijntje als Sehenswürdigkeit vor.
Trijntje Keever starb am 2. Juli 1633 im Alter von 17 Jahren in der Nähe von Veere in der niederländischen Provinz Zeeland. Als wahrscheinlichste Todesursache gilt ein bösartiger Tumor. Der Leichnam wurde zurück nach Edam überführt und am 7. Juli 1633 in der städtischen Kirche beigesetzt.

## Sonstiges
Im Edams Museum ist ein lebensgroßes Ölgemälde Keevers aus dem Jahr 1633 ausgestellt, ein weiteres Exponat sind ihre originalen Schuhe mit der Schuhgröße 55. Das Gemälde ist Teil einer Bilderserie, welche De Drie Mirakelen van Edam (deutsch Die drei Wunder von Edam) genannt wird. Die beiden anderen Bilder zeigen Pieter Dircks, genannt Langebaard, der einen Bart mit 2,50 Meter Länge trug, sowie Jan Claes, genannt Dikke Kastelein, einen 455 Pfund schweren Mann. Ursprünglich soll zu dieser Serie auch ein Bild einer angeblichen Meerjungfrau, die nahe der Gemeinde Purmer gefangen wurde, gehört haben, dieses Gemälde gilt jedoch als verschollen. Die drei verbliebenen Gemälde werden in den beiden Gebäuden des Edams Museum gezeigt: Dircks und Claes hängen im Steenen Coopmanshuys, einem alten Kaufmannshaus, das Bild von Keever wird im alten Rathaus ausgestellt.
Die niederländische Schriftstellerin Lydia Rood veröffentlichte 2007 das Kinderbuch Meisje aan de ketting (deutsch etwa Mädchen an der Kette), das von Trijntje Keever handelt.